# 一身田駅
一身田駅（いしんでんえき）は、三重県津市大里窪田町にある、東海旅客鉄道（JR東海）紀勢本線の駅である。

## 歴史
- 1891年（明治24年）
  - 8月21日：関西鉄道津支線亀山駅 - 当駅間開通時に終着駅として開設[1][2]。
  - 11月4日：関西鉄道津支線当駅 - 津駅間延伸、途中駅となる[1]。
- 1907年（明治30年）10月1日：国有化[1][2]、帝国鉄道庁の駅となる。
- 1909年（明治42年）10月12日：線路名称制定、参宮線所属となる[1]。
- 1923年（大正12年）12月：駅舎改築。
- 1959年（昭和34年）7月15日：線路名称改定、参宮線亀山駅 - 当駅 - 多気駅間が紀勢本線へ編入、同線の駅となる[1]。
- 1962年（昭和37年）2月1日：貨物取扱廃止[2]。
- 1983年（昭和58年）12月21日：荷物扱い廃止[3]。
- 1987年（昭和62年）4月1日：国鉄分割民営化に伴い、JR東海の駅となる[1][2]。
- 2011年（平成23年）10月1日：簡易委託解除、終日無人駅化。

## 駅構造
相対式ホーム2面2線を有する列車交換可能な地上駅。両ホームは地下通路で連絡している。以前中線があったため、ホーム間はやや離れている。ホーム嵩上げが実施されており、駅舎の床より高くなっている。1923年12月に竣功した木造瓦葺の駅舎が、構内東側（1番線）に隣接してある。
津駅管理の無人駅。2011年9月30日までは簡易委託駅で、出札窓口にマルス端末が設置されていた。

### のりば
| 番線 | 路線      | 方向 | 行先           |
| ---- | --------- | ---- | -------------- |
| 1    | ■紀勢本線 | 下り | 津・伊勢市方面 |
| 2    | ■紀勢本線 | 上り | 亀山方面       |

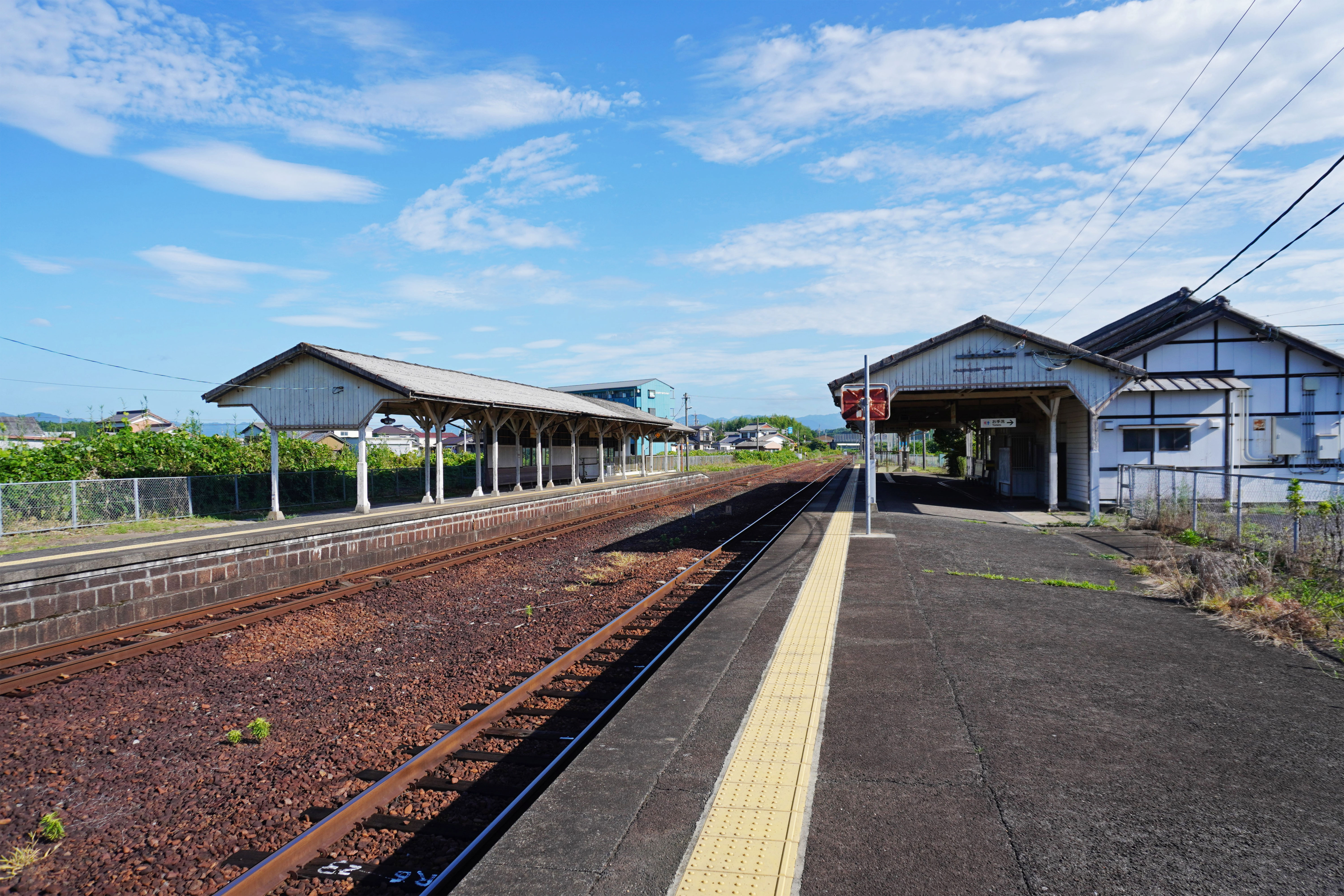
ホーム（2023年7月）
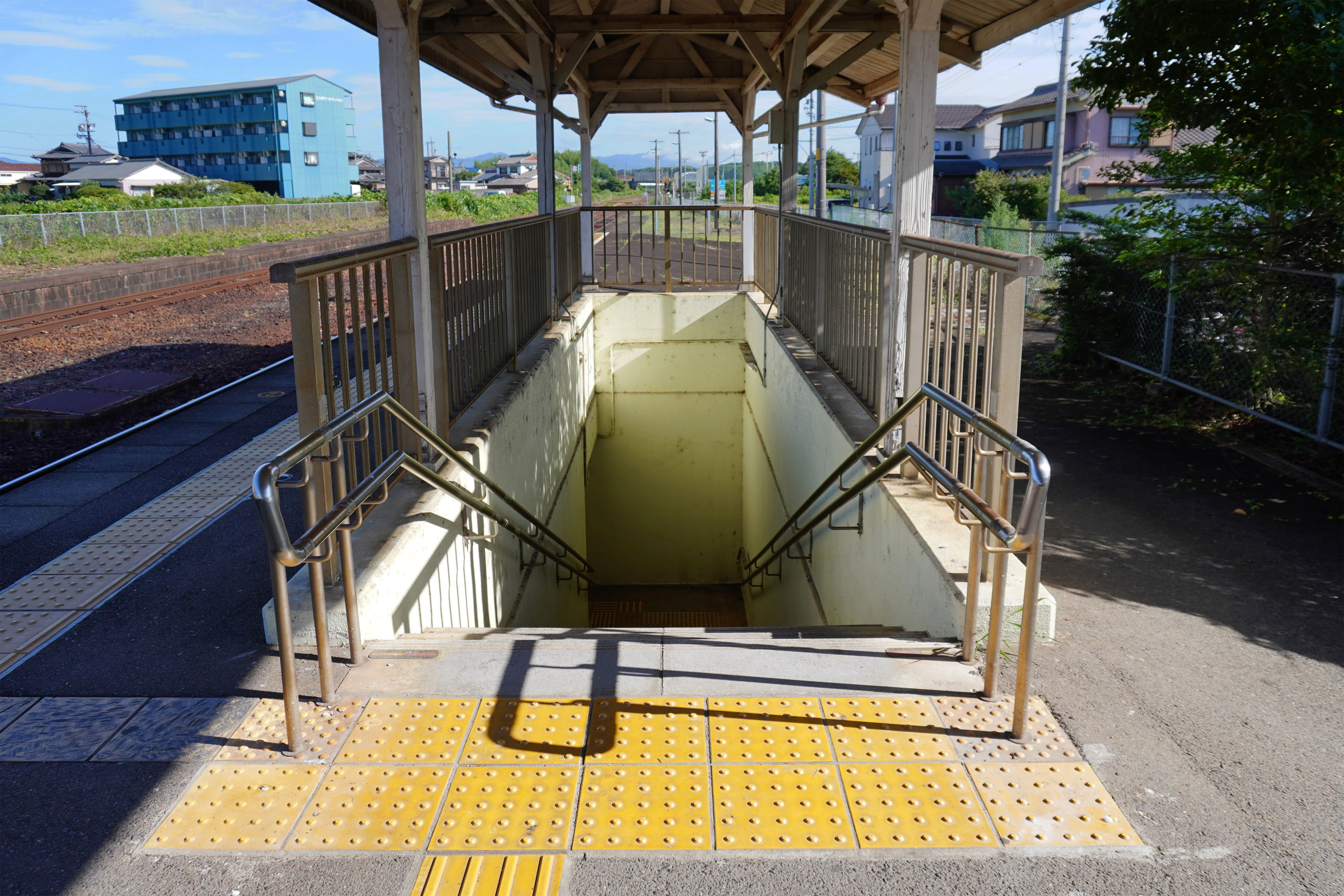
地下通路（2023年7月）

## 利用状況
「三重県統計書」によると、近年の1日平均乗車人員の推移は以下の通り。
| 年度   | 一日平均 乗車人員 |
| ------ | ----------------- |
| 1998年 | 1,198             |
| 1999年 | 1,181             |
| 2000年 | 1,141             |
| 2001年 | 1,071             |
| 2002年 | 1,071             |
| 2003年 | 1,076             |
| 2004年 | 1,062             |
| 2005年 | 1,063             |
| 2006年 | 1,047             |
| 2007年 | 1,073             |
| 2008年 | 1,041             |
| 2009年 | 1,002             |
| 2010年 | 1,004             |
| 2011年 | 938               |
| 2012年 | 983               |
| 2013年 | 996               |
| 2014年 | 1,000             |
| 2015年 | 997               |
| 2016年 | 1,044             |
| 2017年 | 1,079             |
| 2018年 | 1,173             |
| 2019年 | 1,272             |
| 2020年 | 1,198             |
| 2021年 | 1,225             |
| 2022年 | 1,327             |
| 2023年 | 1,402             |

JR東海管内の紀勢本線では、津駅・亀山駅。松阪駅に次いで多い。近くに高田中学校・高等学校や高田短期大学があり、通学利用が顕著である。一身田地区では需要の受け皿を近鉄高田本山駅と分け合っている。伊勢鉄道東一身田駅は利用が少ない。

## 駅周辺
東側に真宗高田派総本山専修寺の所在する門前町・一身田（）地区が広がる。東へ抜けると東一身田駅（伊勢鉄道伊勢線）を経て、高田本山駅（近畿日本鉄道（近鉄）名古屋線）に至る。駅から北へ離れた所を志登茂川が流れるが、当駅は前述した2駅よりも離れた所にある。
- 専修寺（高田本山）：駅舎正面に掲げられている駅名標には同寺の朱印が押印されている[1]。
  - 高田会館 - 温泉宿[5]。
- 玉保院
- 厚源寺
- まちかど資料館ギャラリー喜さき庵：武野薬局に併設された、小さな博物館[6]。
- 高田短期大学
- 高田中学校・高等学校
- 津市立一身田中学校
- 津市立一身田小学校
- 高田幼稚園
- 高田保育園
- 津警察署一身田交番
- 一身田郵便局
- 窪田の常夜燈：文化14年（1817年）、江州八日市の安村弥三郎（金物商）らが神官へ奉献したもの[7]。
- 中勢バイパス（国道23号バイパス）
- 三重県道55号線
- 三重県道410号線
- 旧伊勢別街道
- 三重交通「一身田」停留所：一身田大里線
- 志登茂川

## その他
- 地元では土地の名前として“いっしんでん”と発音する。鉄道唱歌第五集「関西・参宮・南海編」においてもそのようにルビが振られている。
- 2009年の鉄道の日記念・JR全線乗り放題きっぷポスターに採用された。

## 隣の駅
東海旅客鉄道（JR東海）
■紀勢本線
下庄駅 - 一身田駅 - 津駅